# Acanthistius paxtoni
Acanthistius paxtoni, thường được gọi là cá mú sọc cam, là một loài cá biển thuộc chi Acanthistius trong họ Cá mú. Loài này được mô tả lần đầu tiên vào năm 1982.

## Phân bố và môi trường sống
A. paxtoni có phạm vi phân bố rất nhỏ hẹp ở vùng biển Tây Nam Thái Bình Dương. Chúng là loài đặc hữu của vùng biển Sydney, bang New South Wales Úc, được tìm thấy từ thị trấn Seal Rocks đến cảng Sydney. A. paxtoni sống xung quanh các rạn san hô, giữa các kẽ đá hoặc trong các hang động, ở độ sâu được ghi nhận là khoảng 64 m trở lại.

## Mô tả
A. paxtoni trưởng thành đạt kích thước tối thiểu khoảng 26 cm. Cơ thể có màu nâu xám hoặc nâu lục nhạt với các vệt đốm và những lằn gợn sóng màu nâu cam phủ khắp thân và đầu. Thân của chúng cũng có 6 lằn sọc màu đen mờ, khó nhìn thấy. Tất cả các vây đều có màu xám sẫm với những vệt màu nâu cam. Ngoại trừ vây lưng có gai, tất cả các vây đều có đường viền hẹp nhạt màu.
Loài này được đặt theo tên của Tiến sĩ John R. Paxton, cựu quản lý tại Bảo tàng Úc về các loài cá, để vinh danh ông vì những đóng góp tích cực trong ngành ngư học tại Úc.
Số gai ở vây lưng: 13; Số vây tia mềm ở vây lưng: 15; Số gai ở vây hậu môn: 3; Số vây tia mềm ở vây hậu môn: 8; Số vây tia mềm ở vây ngực: 18 - 19.